# Limpio
Pour les articles homonymes, voir Limpio (homonymie).

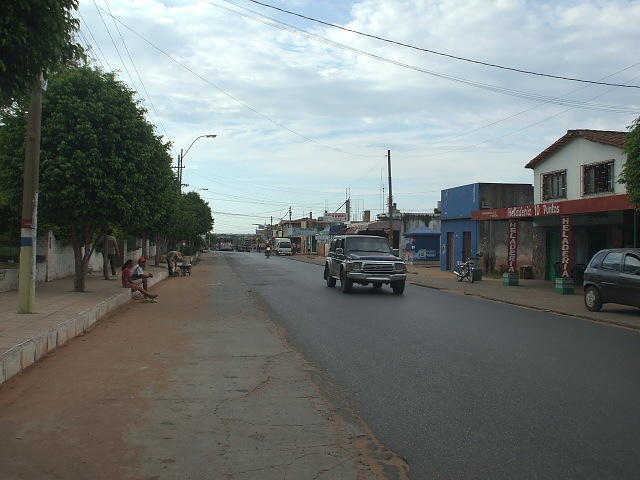
Rue de Limpio

Limpio est une ville du département Central au Paraguay, située au nord de la capitale Asuncion.
La population était de 87 301 habitants en 2008.

## Histoire
La ville a été fondée en 1785.

## Environnement
La ville est touchée par une catastrophe écologique durant l'été 2020 lorsque les eaux d'une lagune sont contaminées par des produits chimiques déversés par une usine brésilienne.